# L'amour des femmes
L'Amour des femmes é um filme de drama de franco-suíço dirigido por Michel Soutter.

## Resumo
Três jovens amigos em Genebra têm problemas com o amor, porque se recusam a aceitar a dependência da mulher.
Durante um passeio encontram um professor antigo que, à sua maneira, também sofre com o amor. Uma visão psicológica menor, determinada pelo isolamento e pelo status-quo na Suíça.

## Elenco
- Heinz Bennent
- Jean-Marc Bory
- Séverine Bujard
- Aurore Clément
- Pierre Clémenti
- Anne Lonnberg
- Jean-Pierre Malo
- Hilde Ziegler